# 篠原一 (政治学者)
篠原 一（しのはら はじめ、1925年8月21日 - 2015年10月31日）は、日本の政治学者。東京大学名誉教授。専門は、ヨーロッパ、特にドイツの政治史。

## 経歴
1925年、東京都目白生まれ。第一高等学校から東京帝国大学へ進み、政治学を専攻する。しかし、太平洋戦争の下で同世代は兵役あるいは学徒として出生してゆき、篠原も兵役に就くが外地に出るまえに敗戦を迎え、自身は結核を発症した。。東京帝国大学へ復学し、1950年3月に東京大学法学部政治学科を卒業。1950年4月より東京大学法学部助手となった。しかし、再び結核を発病し、伏臥生活を送りつつ、ドイツ語の資料を読んで助手論文を執筆。
1953年7月、東京大学法学部助教授に昇進。1963年9月から1965年9月まで西ドイツ・ボンへ研究留学。1963年11月、東京大学法学部教授に昇進。1986年に定年退職し、その後は成蹊大学文学部教授として教鞭をとった。2015年10月31日に老衰で死去。90歳没。
死後、成蹊大学図書館に旧蔵の和書392冊、洋書1171冊が「篠原文庫」として寄贈されている。ワイマール共和国を中心とする、両大戦間期ヨーロッパの政治、社会、経済、文化、思想、外交・国際関係などのコレクションである。

### 門下生
カッコ内は専門地域
- 馬場康雄（イタリア）
- 高橋進（ドイツ）
- 平島健司（ドイツ）
- 高橋直樹（イギリス）
- 舛添要一（フランス）
- 山口定（ドイツ。学部生として演習に参加）
- 田口晃（オーストリア、スイスなど中部ヨーロッパ小国）
- 井上すず（フランス）
- 犬童一男（イギリス）
- 山田徹（ドイツ）
- 若松隆（スペイン）
- 野地孝一（フランス）

## 社会活動
- 30年以上癌をわずらい丸山ワクチンの投与を受けていた。特定非営利活動法人「丸山ワクチンとがんを考える会」理事長、「丸山ワクチン患者・家族の会」代表を務めた[8]。

## 著作

### 単著
- 『ドイツ革命史序説――革命におけるエリートと大衆』（岩波書店, 1956年、新版1978年）
- 『現代の政治力学――比較現代史的考察』（みすず書房, 1962年）
- 『日本の政治風土』（岩波新書, 1968年）
- 『現代日本の文化変容――その政治学的考察』（れんが書房, 1971年）
- 『市民参加』（岩波書店, 1977年）
- 『連合時代の政治理論』（現代の理論社, 1977年）
- 『ガン患者は待っている―丸山ワクチンと私』（サイマル出版会, 1981年）
- 『ポスト産業社会の政治』（東京大学出版会, 1982年）
- 『ヨーロッパの政治――歴史政治学試論』（東京大学出版会, 1986年）
- 『＜市民と政治＞5話』（有信堂高文社, 1988年）
- 『市民の政治学――討議デモクラシーとは何か』（岩波新書, 2004年）
- 『歴史政治学とデモクラシー』（岩波書店, 2007年）

### 共著
- （小林直樹・杣正夫）『選挙』（岩波書店, 1960年）
- （宮崎義一・平田清明）『転換期の思想』（新地書房, 1978年）

### 編著
- 『連合政治――デモクラシーの安定をもとめて（1・2）』（岩波書店, 1984年）
- 『ライブリー・ポリティクス――生活主体の新しい政治スタイルを求めて』（総合労働研究所, 1985年）
- 『警察オンブズマン――民主的監察制度の多面的検討』（信山社, 2001年）
- 『討議デモクラシーの挑戦――ミニ・パブリックスが拓く新しい政治』、岩波書店、2012年。

### 共編著
- （横山信）『近代国家の政治指導――政治家研究（1）』（東京大学出版会, 1956年）
- （永井陽之助）『現代政治学入門』（有斐閣, 1965年／第2版, 1984年）
- （三谷太一郎）『近代国家の政治指導――政治家研究（2）』（東京大学出版会, 1965年）
- （宇沢弘文）『世紀末の選択――ポスト臨調の流れを追う』（総合労働研究所, 1986年）
- （牧柾名）『地域からの教育改革――川崎における学校・家庭・行政の地域ネットワーキングの実践』（自治体研究センター, 1987年）
- （三谷太一郎）『岡義武ロンドン日記1936-1937』（岩波書店, 1997年）

### 共訳書
- （チャールズ・ブリントン）『革命の解剖』（岡義武共訳、岩波書店：岩波現代叢書, 1952年）